# Sixteen (Ellie Goulding)
Sixteen è un singolo della cantante britannica Ellie Goulding, pubblicato il 12 aprile 2019 ed incluso come traccia bonus nel quarto album in studio Brightest Blue.

## Descrizione
Sixteen è una canzone pop con un beat elettronico che parla dei "giorni spericolati dell'adolescenza". Il brano è stato scritto dalla stessa interprete in collaborazione con Joe Kearns, Rachel Keen e Frederik Gibson, e prodotto da Mike Wise, Fred ed Ian Kirkpatrick.

## Pubblicazione
Ellie Goulding ha annunciato la canzone sui social media l'11 aprile 2019, annunciando anche che la copertina che raffigura dei suoi amici quando avevano sedici anni.

## Tracce
Download digitale
1. Sixteen – 3:21

## Successo commerciale
Nella Official Singles Chart britannica Sixteen ha debuttato alla 50ª posizione con 10 218 unità distribuite. È diventato il ventisettesimo ingresso nella top 75 della classifica di Ellie Goulding e il primo nel 2019, facendola ottenere una nuova canzone nella regione per l'undicesimo anno consecutivo. Ha in seguito raggiunto la 21ª posizione nella settimana datata 30 maggio 2019, grazie ad ulteriori 20 406 unità di vendita.

## Classifiche
| Classifica (2019) | Posizione massima |
| ----------------- | ----------------- |
| Australia         | 77                |
| Austria           | 41                |
| Belgio (Fiandre)  | 50                |
| Belgio (Vallonia) | 85                |
| Croazia           | 49                |
| Germania          | 64                |
| Grecia            | 67                |
| Irlanda           | 20                |
| Lituania          | 35                |
| Norvegia          | 26                |
| Regno Unito       | 21                |
| Repubblica Ceca   | 57                |
| Slovacchia        | 52                |
| Svezia            | 37                |
| Svizzera          | 95                |
| Ucraina           | 27                |